# Chiến tranh quy ước
Chiến tranh quy ước là kiểu chiến tranh sử dụng các loại vũ khí quân dụng thông thường và các chiến thuật quân sự quy ước giữa hai hay nhiều quốc gia trong một mặt trận mở. Các lực lượng tham chiến của mỗi bên được xác định rõ, và chiến đấu bằng các vũ khí thông thường (không phải vũ khí hóa học, sinh học hay hạt nhân) nhằm chủ yếu vào lực lượng địch.
Mục đích của cuộc chiến tranh quy ước là làm suy yếu hoặc tiêu diệt lực lượng quân sự của địch, loại địch khỏi vòng chiến đấu. Tuy nhiên, quá trình chiến tranh quy ước có thể dẫn tới một hoặc cả hai bên đối kháng tiến hành các chiến thuật quân sự ngoài quy ước.